# Ramelow (Friedland)
Ramelow ist ein Ortsteil der Stadt Friedland im Landkreis Mecklenburgische Seenplatte in Mecklenburg-Vorpommern.

## Geografie und Verkehrsanbindung
Ramelow liegt nordwestlich des Kernortes Friedland. Die Kreisstraße K 119 führt zum Ort, die Landesstraße L 273 verläuft südlich. Das 4100 ha große Landschaftsschutzgebiet Landgrabental erstreckt sich nordwestlich, nördlich, nordöstlich, östlich und südöstlich (siehe Liste der Landschaftsschutzgebiete in Mecklenburg-Vorpommern).

## Sehenswürdigkeiten

### Baudenkmale
In der Liste der Baudenkmale in Friedland (Mecklenburg) sind für Ramelow neun Baudenkmale aufgeführt.
Das Gutshaus Ramelow ist ein eingeschossiger Fachwerkbau mit Mansarddach, in der landestypisch schlicht-bescheidenen, aber noblen Form des 18. Jahrhunderts. Es wurde für Friedrich von Hahn errichtet, der 1769 die Güter geerbt hatte, und zunächst von Pächtern genutzt. Aufgrund des Konkurses von 1815 wurde es verkauft und wechselte mehrmals die Besitzer. Jetzt steht es leer und verfällt. Empfohlen für ein Notsicherungsprogramm.

## Mit Ramelow verbundene Persönlichkeiten
- Gottfried Löffler (1939–1985), Keramiker, gründete 1980 in Ramelow eine Keramikwerkstatt

- Barbara Löffler (1943–2018), Keramikerin, lebte ab 1987 in Ramelow